# 西寧省
西寧省（越南语：／）是越南東南部的一个省，省莅新安坊。

## 地理
西宁省东接同奈省，东南接胡志明市，南接同塔省，西和北接柬埔寨。省境西北隅有羅格－薩瑪國家公園，东隅与胡志明市交界处有人工湖泊油汀湖。被誉为“南部屋脊”的黑婆山也位于省内。

## 历史

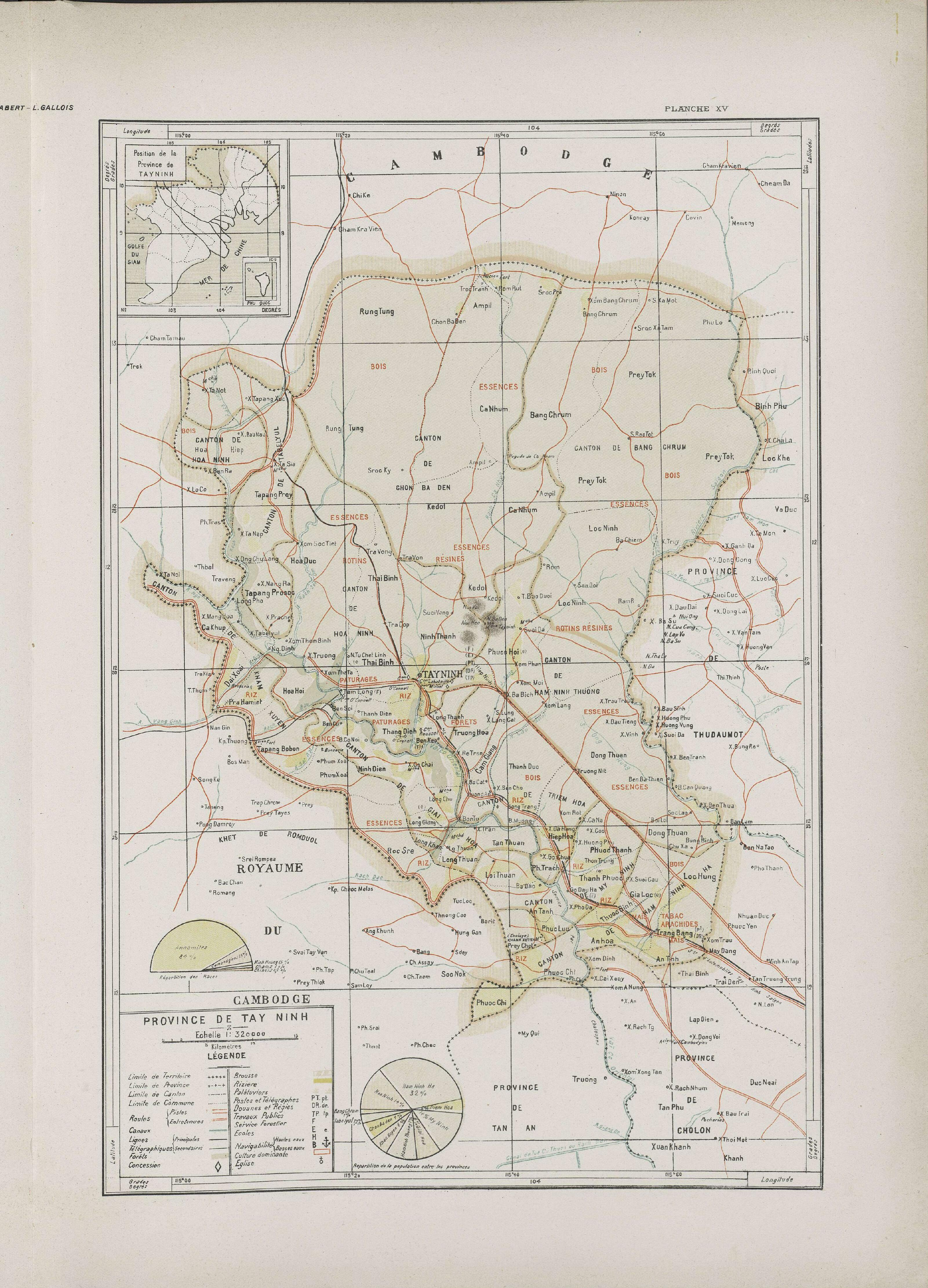
法属印度支那时期的西寧省地图

2001年8月10日，和城县5社和协新社部分区域划归西宁市社管辖。
2004年1月12日，杨明珠县1社部分区域划归新珠县管辖。
2012年12月12日，西宁市社被评定为三级城市。
2013年12月29日，西宁市社改制为西宁市。
2020年1月10日，和城县和盏盘县分别改制为和城市社和盏盘市社。
2025年7月1日和原隆安省合併，省會遷至新安坊。

## 行政區劃
西寧省曾下轄1市2市社6縣，2025年行政区划调整後，管辖14坊、82社。

## 交通
西宁省通过22号国道与胡志明市以及柬埔寨1號國道上的巴韦市相連。22号国道也在鹅油县分出国道22号B线，连接了省莅西寧市与位于省境以北的萨马特口岸相连。截至2017年，西宁省通过木排、萨马特和新南等3个国际口岸，4个正口岸及11个副口岸与柬埔寨相连。

## 外部連結
- 西宁省电子信息门户网站 （页面存档备份，存于）（越南文）